# Carnaval de Brasil
El carnaval de Brasil es un festival celebrado anualmente en Brasil, a fines de febrero o principios de marzo. Corresponde a la versión nacional del carnaval, que se celebra entre la tarde de viernes (47 días antes de Pascua) y el miércoles de ceniza al mediodía (40 días antes de la Semana Santa), que marca el comienzo de la Cuaresma, el día cuarenta período antes de Pascua.
El ritmo, la participación y el vestuario varían de una región de Brasil a otra. En las ciudades del sudeste de Río de Janeiro, São Paulo y Vitória, los grandes desfiles son dirigidos por escuelas de samba. Estos desfiles oficiales están destinados a ser vigilados por el público, mientras que los desfiles menores («blocos») que permiten la participación del público se pueden encontrar en otras ciudades, como Belo Horizonte, también en la región suroriental. Las ciudades nororientales de Recife, Olinda, Salvador y Porto Seguro han organizado grupos desfilando por las calles, y el público interactúa directamente con ellos. Este carnaval también está influenciado por la cultura afrobrasileña. Es una fiesta de seis días donde las multitudes siguen los tríos elétricos por las calles de la ciudad, bailando y cantando. También en el noreste, el carnaval de Olinda presenta características únicas, fuertemente influenciadas por el folclore local y las manifestaciones culturales, como el frevo y el maracatú. En la ciudad histórica de Ouro Preto se organiza el carnaval más tradicional de Minas Gerais, los Blocos caricatos como el Bloco Zé Pereira dos Lacaios que es el Bloco más antiguo de Brasil suben las calles de la ciudad colonial. Además de ser un carnaval tradicional es el mayor carnaval universitário de Brasil, los estudiantes de las repúblicas (fraternidades) de Ouro Preto organizan fiestas interminables y Blocos increíbles, todos completamente open bar, es el lugar ideal para los jóvenes que están en busca de pura diversión. 
Los géneros típicos de la música del carnaval brasileño son, en la región Sudeste en general, la mayoría de las ciudades de Río de Janeiro y São Paulo: samba-enredo, samba de bloco, samba de embalo y marchinha; y en la región Nordeste incluyendo Pernambuco (principalmente ciudades de Olinda y Recife): frevo y maracatu, y Bahía (principalmente la ciudad de Salvador): samba-reggae, pagode (también un tipo de Samba) y el género principal axé.
El carnaval es la fiesta más famosa de Brasil y se ha convertido en un evento de enormes proporciones. Excepto en la producción industrial, establecimientos minoristas como centros comerciales y negocios relacionados con el carnaval, el país se unifica por casi una semana y las festividades son intenso, día y noche, principalmente en ciudades costeras. El carnaval de Río de Janeiro por sí solo atrajo a 4,9 millones de personas en 2011, y 400.000 eran extranjeros.
Podría decirse que esta manifestación cultural podría remontarse históricamente a la era de los descubrimientos portugueses, cuando sus carabelas pasaban regularmente a través de Madeira, un territorio que ya celebraba enfáticamente su temporada de carnaval, y donde estaban cargados de bienes, sino también de personas y sus expresiones lúdicas y culturales.

## Historia
Las celebraciones de carnaval fueron llevadas a Brasil por navegantes españoles, portugueses y neerlandeses donde se mezclaron con la cultura afro-brasileña, adquiriendo su carácter especial, y se asocian con desfiles con carrozas, disfraces, bailes populares y excesos. A pesar de la inspiración católica, sus orígenes europeos se remontan a una clase de carnaval llamado introito ("entrada" en latín) y entrudo en idioma portugués, que se caracteriza por el juego de tirarse agua de una persona a otra para purificar el cuerpo. El entrudo fue prohibido sin demasiado éxito a mediados del siglo XIX, porque era considerado violento por las clases sociales altas (se dice que algunas personas morían por infecciones y otras enfermedades debido a que algunas veces se lanzaban frutas podridas).

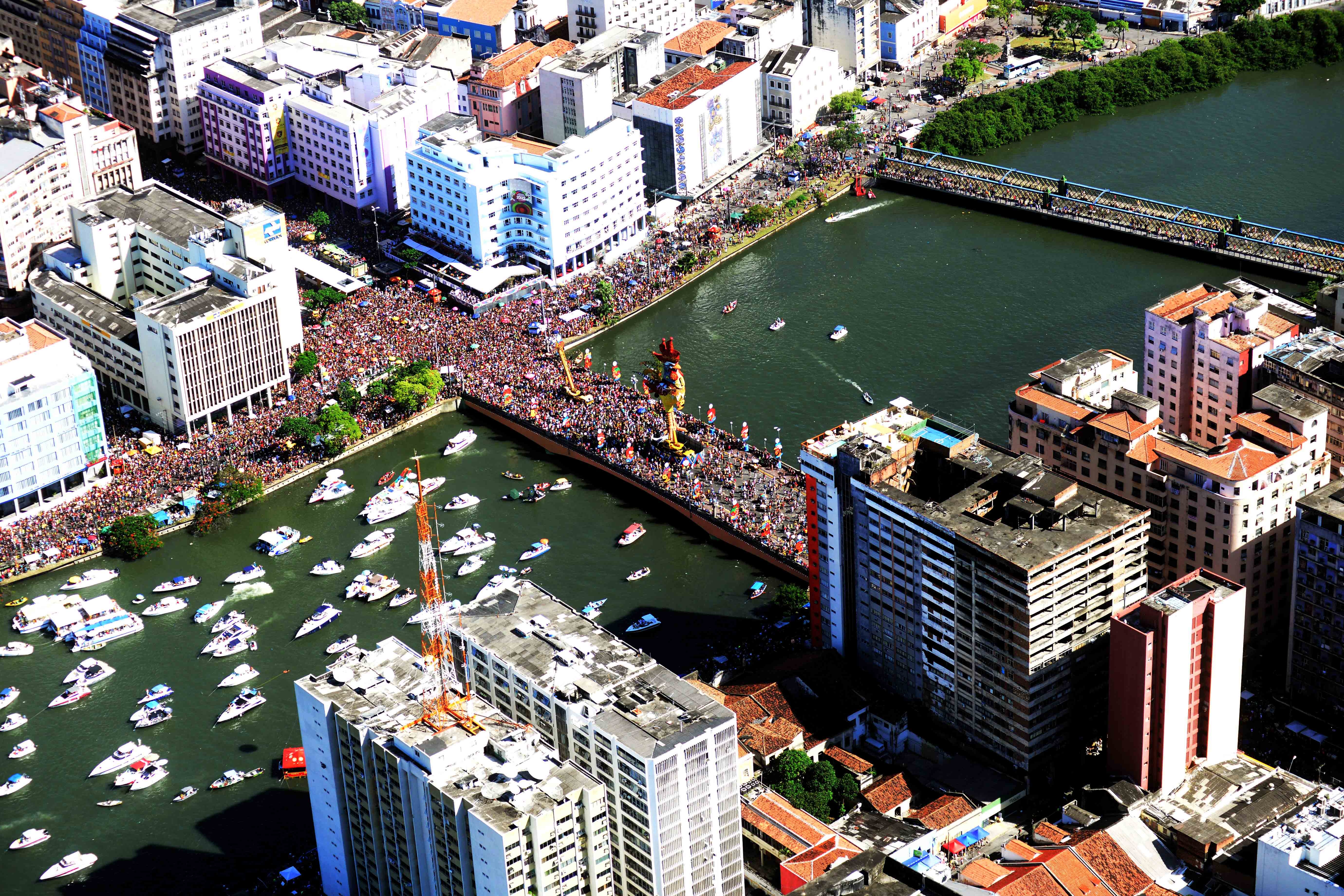
Carnaval de Recife, 2014.

Los blocos (bloques), otro nombre para los cordões, son algunas de las actuales representaciones del carnaval popular de Brasil. Están formados por personas que se disfrazan de acuerdo a ciertos temas o celebran el carnaval de forma específica. Las escuelas de samba son verdaderas organizaciones que trabajan todo el año con el objetivo de prepararse para el desfile de carnaval, son especialmente notables los desfiles en el Sambódromo, estadio diseñado por el arquitecto Oscar Niemeyer, en el que unas 70.000 personas se dan cita cada año.
En la actualidad existe la posibilidad de vivir el Carnaval de Río de Janeiro en un camarote vip. Los camarotes son la mejor opción para estar a salvo de las inclemencias del tiempo, desórdenes multitudinarios, hambre, sed o cansancio.
Las celebraciones principales se llevan a cabo en Río de Janeiro, Salvador de Bahía, Recife/Olinda y São Paulo Uruguaiana Rio grande do Sul, en donde las escuelas de samba, blocos y bandas ocupan barrios enteros. Algunas de ellas son:
En Río de Janeiro
Mangueira, Portela, Salgueiro, Beija-Flor, Imperatriz, Império Serrano, Mocidade Independente, União da Ilha, Estácio de Sá, Unidos do Viradouro.
En São Paulo
Nenê de Vila Matilde, Vai - Vai, Mocidade Alegre, Camisa Verde e Branco, Rosas de Ouro, Unidos do Peruche, Leandro de Itaquera, X-9 Paulistana, Barroca da Zona Sul.
En Uruguaiana Río grande do Sul
Os Rouxinois, Bambas da Alegria, Apoteose do Samba, Império Serrano, Cova da Onça, Ilha do Marduque, Chucha da Zebra, Imperadores Do Sol.

### Samba
Originado en Bahía, pero desarrollado en Río de Janeiro entre fines del siglo XIX y los primeros años del siglo XX, la samba sigue siendo uno de los géneros musicales más populares de Brasil. Desde samba-canções íntimas (canciones de samba) cantadas en bares hasta explosivos desfiles de tambores realizados durante el carnaval, la samba siempre evoca un ambiente cálido y vibrante. En la década de 1930, un grupo de músicos dirigido por Ismael Silva fundó en el barrio de Estácio de Sá la primera escuela de samba, Deixa Falar. Transformaron el género musical para que se adapte mejor al desfile de carnaval. En esta década, la radio difundió la popularidad del género en todo el país, y con el apoyo de la dictadura nacionalista de Getúlio Vargas, la samba se convirtió en la "música oficial" de Brasil.
En los años siguientes, la samba se desarrolló en varias direcciones, desde la suave samba-canção hasta las orquestas de tambores que forman la banda sonora del desfile de carnaval. Uno de estos nuevos estilos fue bossa nova, un movimiento musical liderado inicialmente por jóvenes musiqueros y estudiantes universitarios de Río de Janeiro. Se hizo cada vez más popular con el tiempo, con las obras de João Gilberto y Antonio Carlos Jobim. En los años sesenta, Brasil estaba políticamente dividido, y los músicos izquierdistas de la bossa nova comenzaron a llamar la atención sobre la música hecha en las favelas. Muchos artistas populares fueron descubiertos en este momento. Nombres como Cartola, Nelson Cavaquinho, Velha Guarda da Portela, Zé Keti y Clementina de Jesús grabaron sus primeros álbumes. En los años setenta, la samba volvió a la radio. Compositores y cantantes como Martinho da Vila, Clara Nunes y Beth Carvalho dominaron el hit parade.
A principios de los años ochenta, después de haber sido enviado al underground por estilos como el disco y el rock brasileño, Samba reapareció en los medios con un movimiento musical creado en los suburbios de Río de Janeiro. Era el pagode, una samba renovada, con nuevos instrumentos, como el banjo y el tantán, y un nuevo lenguaje, más popular, lleno de jerga. Los nombres más populares fueron Zeca Pagodinho, Almir Guineto, Grupo Fundo de Quintal, Jorge Aragão y Jovelina Pérola Negra. Varias escuelas de samba se han fundado en todo Brasil. Una escuela de samba combina el baile y la diversión de fiesta de un club nocturno con el lugar de reunión de un club social y la sensación de comunidad de un grupo de voluntarios. Durante el espectacular Carnaval de Río, desfilan famosas escuelas de samba en el Sambódromo.

### Frevo
Frevo es una amplia gama de estilos musicales provenientes de Recife y Olinda, Pernambuco, Brasil, todos los cuales están tradicionalmente asociados con el Carnaval brasileño. Se dice que la palabra frevo viene de frever, un mal decir de la palabra portuguesa ferver (hervir). Se dice que el sonido del frevo hará que los oyentes y bailarines sientan como si estuvieran hirviendo en el suelo. La palabra frevo normalmente se usa indistintamente para significar la música frevo o la danza frevo.
La música frevo fue lo primero. A finales del siglo XIX, las bandas de los regimientos del ejército brasileño con base en la ciudad de Recife comenzaron una tradición de desfilar durante el Carnaval. Dado que el Carnaval está originalmente relacionado con la religión, también jugaron marchas de procesiones religiosas y música marcial. Un par de regimientos tenían bandas famosas que atraían a muchos seguidores y era solo cuestión de tiempo para que la gente comenzara a comparar una con otra y animar a sus bandas favoritas. Las dos bandas más famosas fueron la Espanha (que significa España), cuyo director era de origen español, y el 14, del 14 ° regimiento. Las bandas comenzaron a competir entre sí y también comenzaron a tocar más y más rápido, más y más fuerte.

### Axé
Axé no es exactamente sobre un estilo o movimiento musical, sino sobre una marca útil dada a artistas de Salvador que hicieron música en los ritmos del noreste de Brasil, el Caribe y África con un toque pop-rock, que los ayudó a tomar el golpe brasileño desfiles desde 1992. Axé es un saludo ritual utilizado en las religiones Candomblé y Umbanda, y significa "buena vibración". La palabra música se adjuntó a Axé, utilizada como jerga en el negocio de la música local, por un periodista que tenía la intención de crear un término despectivo para el estilo pretencioso impulsado por la danza.
Cuando la cantante Daniela Mercury comenzó su ascenso al estrellato en Río y São Paulo, todo lo que venga de Salvador se etiquetara como Axé Music. Pronto, los artistas se hicieron ajenos a los orígenes despectivos del término y comenzaron a tomar ventaja de él. Con los medios empujándolo hacia adelante, la banda sonora de Carnival en Salvador se extendió rápidamente por el país (a través de fiestas de Carnaval fuera de temporada), fortaleciendo su potencial industrial y produciendo éxitos durante todo el año a lo largo de los años 90.

## Hermanamientos
- Santa Cruz de Tenerife, España; Desde 1984, Río de Janeiro está hermanada con la ciudad de Santa Cruz de Tenerife por el especial vínculo entre el Carnaval Carioca y el Carnaval Chicharrero.[3][4][5]

## Suspensiones y posible reanudación del Festival
El Carnaval de Río de Janeiro se suspendía en el 2021, primera vez en 108 años, debido a la Pandemia por COVID-19, donde arreciaban por miles los muertos por el brote, por el cual se tiene previsto que se reanude el festival los días 26 al 28 de febrero y el 1-2 de marzo de 2022, dependiendo que no hayan brotes por las variantes derivadas del COVID-19 y a la vez para normalizar de la agresiva campaña de vacunación que emprenda el gobierno brasileño en todo el país. Aunque fue aplazado para finales del mes de abril del 2022, precisamente desde el 20-30 de abril, debido al embate de la variante Omicrón del COVID-19 que hiciera aplazar el festival.